# ایرفویل ناکا

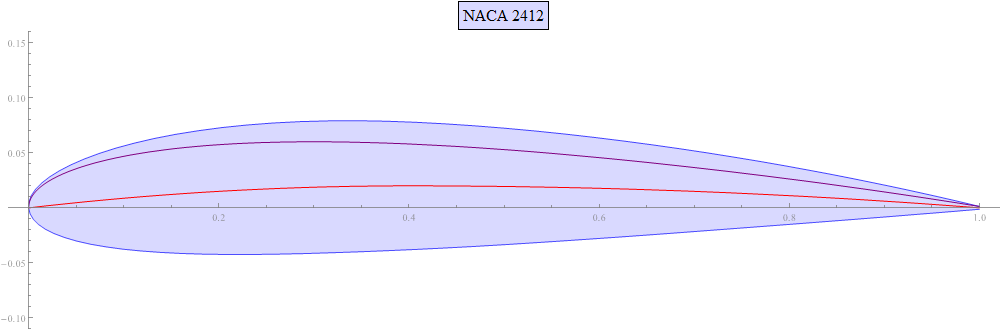
طرحی از ایر فویل NACA 2412

ایرفویل ناکا (انگلیسی: NACA airfoil) محموعه ای از ایرفویل های طراحی شده نوسط کمیته رایزنی ملی هوانوردی آمریکااست که برای طراحی و ساخت بال هواپیما مناسب است.